# Liste des Églises orthodoxes
Cette liste recense les Églises qui font partie ou se revendiquent comme faisant partie de l'Église orthodoxe, aussi appelée Église des sept conciles.

## Églises orthodoxes principales
Ces Églises orthodoxes autocéphales sont réparties de façon territoriale, indépendantes sur le plan juridique et administratif ; elles sont unies les unes aux autres par la confession d'une foi commune et une reconnaissance réciproque.

### Églises autocéphales
Les principales Églises orthodoxes autocéphales (totalement indépendantes) sont aujourd'hui au nombre de 17.
Classement selon l'ordre chronologique de reconnaissance de l'autocéphalie (à l'exception du Patriarcat œcuménique de Constantinople qui jouit d'une primauté honorifique).

#### Par siècle

Chronologie en anglais présentant, du point de vue du christianisme orthodoxe, les Églises autocéphales et leurs origines jusqu'en 2022

Quinze d'entre elles sont reconnues comme Églises autocéphales légitimes, selon l'ordre chronologique suivant :
- Ier siècle : Patriarcat orthodoxe d'Alexandrie et patriarcat orthodoxe d'Antioche
- IVe siècle : Patriarcat œcuménique de Constantinople
- Ve siècle : Patriarcat orthodoxe de Jérusalem, patriarcat orthodoxe géorgien et Église de Chypre
- XIIIe siècle : Patriarcat orthodoxe serbe
- XVIe siècle : Patriarcat orthodoxe russe
- XIXe siècle : Église de Grèce, patriarcat orthodoxe roumain et patriarcat orthodoxe bulgare
- XXe siècle : Église orthodoxe d'Albanie, Église orthodoxe de Pologne et Église orthodoxe des Terres tchèques et de Slovaquie, Église orthodoxe en Amérique.
- XXIe siècle : Église orthodoxe d'Ukraine, Église orthodoxe macédonienne

Aux XXe et XXIe siècles, l'Église orthodoxe en Amérique et l'Église orthodoxe d'Ukraine en seraient respectivement une quinzième et une seizième, mais elles ne sont pas reconnues comme telles par toutes les précédentes ni par les mêmes (cf. notamment Schisme orthodoxe (2018)).

### Églises autonomes
L'autonomie de certaines de ces Églises n'est pas unanimement reconnue.

#### Patriarcat œcuménique
- l'Église orthodoxe de Crète (semi-autonome)
- l'Église orthodoxe de Finlande
- l'Église orthodoxe d'Estonie
- l'Église orthodoxe ukrainienne des États-Unis
- l'Église orthodoxe ukrainienne du Canada
- l'Église orthodoxe carpato-ruthène américaine
- l'Église orthodoxe de Corée

#### Patriarcat de Jérusalem
- l'Église orthodoxe du Sinaï

#### Patriarcat de Moscou
- l'Église orthodoxe russe hors frontières
- l'Église orthodoxe de Moldavie
- l'Église orthodoxe du Japon
- l'Église orthodoxe de Chine
- l'Église orthodoxe d'Estonie (patriarcat de Moscou)
- l'Église orthodoxe de Lettonie
- l'Église orthodoxe de Biélorussie

#### Patriarcat de Serbie
- l'Archevêché orthodoxe d'Ohrid

#### Patriarcat de Roumanie
- la Métropole orthodoxe de Bessarabie

## Églises indépendantes non reconnues

Ligne du temps contenant les principales Églises vraie-chrétiennes-orthodoxes russes et orthodoxes indépendantes issues de l'Église orthodoxe russe, en anglais, jusqu'en 2021.

Ligne du temps des principales Églises vieilles-calendaristes et vraie-chrétiennes-orthodoxes grecques, en anglais, jusqu'en 2021.

Ligne du temps contenant les principales Églises vraie-chrétiennes-orthodoxes et orthodoxes indépendantes issues de l'Église orthodoxe serbe, en anglais, jusqu'en 2022.

La non-reconnaissance canonique de ces Églises peut tenir à des conflits territoriaux (création d'une nouvelle Église indépendante sans l'accord de l'Église canonique du lieu) ou à des conflits disciplinaires ou doctrinaux qui peuvent donner lieu à la création d'Églises indépendantes (par exemple la réforme des pratiques liturgiques dans le cas des Vieux-croyants, ou la non acceptation de décision(s) d'une Église principale, telle que l'adoption du calendrier julien révisé au lieu du calendrier julien comme ce fut le cas des Orthodoxes vieux-calendaristes). Ces nouvelles Églises indépendantes sont considérées par les Églises principales comme schismatiques.

### Églises orthodoxes non reconnues
- l'Église orthodoxe autocéphale biélorusse
- l'Église orthodoxe ukrainienne (patriarcat de Kiev)
- l'Église orthodoxe ukrainienne
- l'Église orthodoxe autocéphale ukrainienne (1990-2018) (aujourd'hui dissoute)
- l'Église orthodoxe autocéphale ukrainienne canonique
- l'Église orthodoxe réformatrice ukrainienne
- l'Église orthodoxe monténégrine
- l'Église orthodoxe turque
- l'Église orthodoxe abkhaze

Les Églises orthodoxes indépendantes russes :
- l'Église orthodoxe russe (Église vivante, rénovationisme)
- l'Église orthodoxe russe autonome
- l'Église orthodoxe russe hors frontières - synode du métropolite Agathange (aussi appelée Église orthodoxe russe hors frontières - Autorité suprême provisoire de l'Église)
- l'Église orthodoxe russe en exil (2001)
- l'Église orthodoxe apostolique
- l'Église des catacombes

### Églises Vraies Chrétiennes orthodoxes
- l'Église orthodoxe russe autonome
- l'Église orthodoxe russe en exil
- la Vraie Église orthodoxe russe - Métropolie de Moscou
- la Vraie Église orthodoxe russe - Synode lazarite
- la Vraie Église orthodoxe russe - Synode raphaëlite
- la Sainte Église orthodoxe en Amérique du Nord
- l'Église orthodoxe russe séraphimo-guennadite
- la Vraie Église orthodoxe d'Amérique
- la Métropole orthodoxe autonome d'Amérique du Nord et du Sud et des îles britanniques

### Églises vieilles-calendaristes
- l'Église orthodoxe vieille-calendariste de Roumanie
- l'Église orthodoxe vieille-calendariste de Bulgarie
- les Églises orthodoxes vieilles-calendaristes de Grèce :
  - l'Église des vrais chrétiens orthodoxes de Grèce - Synode chrysostomite
  - l'Église des vrais chrétiens orthodoxes de Grèce - Synode auxentiite
  - l'Église des vrais chrétiens orthodoxes de Grèce - Synode lamiaque
  - Église des vrais chrétiens orthodoxes de Grèce - Synode du calendrier Patristique
  - la Vraie Église orthodoxe de Grèce - Synode matthéiste
  - la Vraie Église orthodoxe de Grèce - Synode Kirykos
  - la Vraie Église orthodoxe de Grèce - Synode grégorien
  - l'Église orthodoxe de Grèce - Saint-Synode en résistance (n'existe plus)

### Vieux-croyants
- Église vieille-orthodoxe russe
- Église vieille-orthodoxe de Russie
- Église orthodoxe vieille-ritualiste russe
- Église orthodoxe vieille-ritualiste lipovène
- Église vieille-orthodoxe pomore
- Église vieille-orthodoxe vieille-pomore (Théodosiens)

### Orthodoxie occidentale indépendante
Églises orthodoxes indépendantes françaises, qui mélangent à leurs pratiques des éléments des Églises des trois conciles :
- l'Église catholique orthodoxe de France (ECOF)
- l'Église orthodoxe celtique